# Sara Stockbridge
Sara Stockbridge (Woking, 14 de noviembre de 1965) es una modelo, actriz y escritora británica, reconocida por su aparición en películas como Entrevista con el vampiro, Split Second y El diario de Bridget Jones y por haber sido musa de la diseñadora Vivienne Westwood. En 2009 publicó su primera novela, titulada Hammer.

## Filmografía

### Cine
- Split Second (1992) – Tiffany
- Carry On Columbus (1992) – Nina
- U.F.O. (1993) – Zoe
- Interview with the Vampire (1994) – Estelle
- Go Now (1995) – Bridget
- The Imitators (1996) – Dream Space Baby
- 24 Hours in London (2000) – Simone
- Best (2000) – Cazadora nocturna
- The Wedding Tackle (2000) – Felicity
- Bridget Jones's Diary (2001) – Melinda
- Spider (2002) – Gladys
- Oh Marbella! (2003) – Maggie
- Rag Tale (2005) – Sally May
- Intervention (2007) – Sarah
- Inconceivable (2008) – Trixie 'Trix' Bell
- Enter the Void (2009) – Suzy
- The Making of Plus One (2010) – Rusty Robinson

### Televisión
- Red Dwarf (1992)
- Comic Strip Presents (1992-1993)
- Glam Metal Detectives (1995)
- The Bill (1995-2002)
- EastEnders (1996)
- David (1997)
- Lucy Sullivan Is Getting Married (1999-2000)
- Grange Hill (2002)
- Tipping the Velvet (2002)